# San Lorenzo de Moxos
San Lorenzo de Moxos es una localidad de Bolivia, ubicada en la región de la Amazonía. Administrativamente se encuentra en el municipio de San Ignacio de Moxos de la provincia de Moxos en el departamento de Beni. 
San Lorenzo de Moxos está ubicado a una altitud de 175 msnm, aproximadamente 100 kilómetros en línea recta al suroeste de la ciudad de Trinidad. Dos kilómetros al oeste del pueblo fluye en dirección noreste el río Ichinguita, el cual fluye aguas abajo por el río Tijamuchi hasta el río Mamoré.

## Geografía
San Lorenzo tiene un clima tropical cálido y húmedo durante todo el año. La temperatura media anual es de 26,2 °C, con temperaturas medias mensuales entre junio y julio de alrededor de 23 °C y octubre/diciembre de casi 28 Los °C difieren sólo ligeramente. La precipitación anual es casi 2000 mm, con máximas de alrededor de 300 mm en los meses de diciembre a febrero, mientras que en julio y agosto se presentan valores bajos que rondan los 50 mm.

## Demografía
La población de la localidad apenas ha cambiado en la década transcurrida entre los dos últimos censos:
| Año  | Habitantes           | Fuente |
| ---- | -------------------- | ------ |
| 1992 | sin datos detallados | Censo  |
| 2001 | 1137                 | Censo  |
| 2012 | 1084                 | Censo  |

## Transporte
San Lorenzo de Moxos está ubicado fuera de las carreteras nacionales de Bolivia, a 151 kilómetros por carretera desde Trinidad en los humedales del río Mamoré. Desde Trinidad, la Ruta 3 se dirige al oeste hacia La Paz. Inmediatamente después de cruzar el río Mamoré, se bifurca hacia el sur un camino de tierra, que llega a San Lorenzo de Moxos luego de 131 km pasando por la localidad de San Francisco.
En la localidad hay una pista de aterrizaje en el extremo noreste del asentamiento a la que se puede acceder en aviones pequeños.